# Zeinab Mohamed Khaireh
Zeinab Mohamed Khaireh (geb. 1991) ist eine ehemalige dschibutische Langstreckenläuferin.
Sie war zu den Olympischen Sommerspielen 2004 in Athen entsandt worden, nahm jedoch aus unbekannten Gründen nicht an den Wettkämpfen teil. Bei der Eröffnungsfeier trat sie noch  als Fahnenträgerin in Erscheinung.